# Butanski ngultrum
Butanski ngultrum, ISO 4217: BTN je službeno sredstvo plaćanja u Butanu. Označava se simbolom Nu., a dijeli se na 100 chhertuma.
Butanski ngultrum je uveden 1974. godine, kada je zamijenio butansku rupiju u omjeru 1:1.
U optjecaju su kovanice od 1, 5, 10, 20, 25 i 50 chhertuma, i novčanice od 1, 50, 10, 20, 50, 100, 500 i 1000 ngultruma.